# 노나 게이
노나 게이(1974년 9월 4일 ~ )은 미국의 배우이다.

## 출연 작품
- 폴라 익스프레스(성우진)